# Последният екшън герой
„Последният екшън герой“ (на английски: Last Action Hero) е американски екшън филм от 1993 г.

## Сюжет
Внимание:  Текстът по-долу разкрива сюжета на произведението (или части от него)!
Младият Дани Мадиган е голям фен на филмовото ченге Джак Слейтър и постоянно гледа филми с участието му в киното, където работи старият прожекционист Ник, голям приятел на Дани. В навечерието на официалната премиера на следващия филм за „Джак Слейтър IV“, Ник организира „лична прожекция“ за Дани. Преди сесията Ник разказва на Дани за срещата си с Хари Худини, който му дава „Златния билет“, което уж го въвежда „във филма“. Ник дава билета на момчето, като го разделя на две половини, едната от които дава на Дани, и Дани започва да гледа филма с удоволствие, а самият Ник скоро заспива в контролната зала.
Във филма „Джак Слейтър IV“, шефа на мафиотския клан Тони Вивалди иска да установи властта си над Лос Анджелис, елиминирайки конкурентите от семейство Торели. В това му помага Бенедикт, хладнокръвен професионален убиец от най-висока класа. Те организират отвличането на втория братовчед на Слейтър и след това се опитват да убият самия Джак. Докато гледа как злодеите преследват Слейтър, Златният билет се задейства и Дани буквално „пропада“ във филма. Тъй като Дани има ценна информация за плановете на Вивалди, той е назначен за партньор на Слейтър. Момчето се опитва да докаже на Джак, че целият свят около него е пълна илюзия, но Слейтър не му вярва. Полицейската дейност на Дани и Джак е ефективна, всички престъпници получават заслуженото, но Бенедикт, който получава половината от Златния билет, прониква (заедно с Дани и Слейтър) в реалния свят.
Този свят прави различно впечатление на филмовите герои. Слейтър е горчиво разочарован – оказва се, че всичките му „подвизи“ са просто глупави развлекателни филми. Но Бенедикт е пълен с ентусиазъм. Той осъзнава, че в реалния свят може спокойно да извършва престъпления и да не бъдете наказан за това. Освен това Бенедикт, притежаващ Златния билет, може да „издърпа“ всяко чудовище или ужасен престъпник от света на киното в реалния свят. За да приключи със Слейтър завинаги, Бенедикт призовава лудия убиец Изкормвача (убил сина на Джак в третата част на филма), който да унищожи самия изпълнител на Джак – Арнолд Шварценегер на премиерата на „Джак Слейтър IV“. Ако това се случи, тогава Слейтър ще изчезне завинаги.
С помощта на Дани, Слейтър успява да спаси Шварценегер и докато преследва кръвожадния маниак, Джак се оказва в повторение на ситуация от своето минало – Изкормвача изхвърля Дани от покрива и той не може да го предотврати. Слейтър успява да убие Изкормвача и да спаси момчето, но тогава самият Бенедикт се намесва. Той успява да нарани сериозно Джак, но обратния изстрел убива злодея. Златният билет, който изпада от ръцете на Бенедикт, пада близо до киното, където се прожектира филмът „Седмият печат“, а самата Смърт идва в нашия свят направо от рекламния плакат. Междувременно Дани осъзнава, че в реалния свят Слейтър неизбежно ще умре и че трябва спешно да бъде изпратен обратно. Момчето довежда кървящия Джак в киното на Ник и с ужас разбира, че без Златния билет няма да успее. По това време Смъртта, която е дошла в киното, е много изненадана – Дани е в нейния списък (той ще умре, когато стане дядо), но Слейтър не е. Смъртта казва на момчето, че трябва да намери втората половина на билета. Дани намира скъпоценния билет, Слейтър се връща към филма си, където е спасен.

## Актьорски състав
| Актьор             | Роля                                                             |
| Арнолд Шварценегер | Детектив Джак Слейтър / себе си / Хамлет                         |
| Остин О'Брайън     | Дани Мадиган, млад фен на Слейтър                                |
| Чарлс Данс         | Бенедикт, главният помощник на Тони Вивалди и отличен снайперист |
| Робърт Проски      | Ник, прожекционист и приятел на Дани                             |
| Джоан Плоурайт     | учителката на Дани                                               |
| Франк Макрей       | лейтенант Декер, шеф и голям приятел на Слейтър                  |
| Антъни Куин        | Тони Вивалди, мафиотски бос                                      |
| Бриджит Уилсън     | Уитни Слейтър, дъщеря на Слейтър                                 |
| Ф. Мъри Ейбръхам   | Джон Практис, детектив и предател                                |
| Мерседес Рул       | Айрин Мадиган, майката на Дани                                   |
| Том Нунан          | Изкормвача, маниак, който убива с брадва жертвите си / себе си   |
| Арт Карни          | Франк Слейтър, втори братовчед на Джак                           |
| Чарлз Калани       | азиатец, помощник на Бенедикт                                    |
| Райън Тод          | Андрю Слейтър, синът на Джак, който е убит от Изкормвача         |
| Джефри Браер       | Скизи                                                            |
| Боби Браун         | Видео Бейб                                                       |
| Литъл Ричард       | себе си                                                          |
| Лийза Гибънс       | себе си                                                          |
| Джеймс Белуши      | себе си                                                          |
| Деймън Уейънс      | себе си                                                          |
| Чеви Чейс          | себе си                                                          |
| Жан-Клод Ван Дам   | себе си                                                          |

## Интересни факти
- След приключването на снимките, на 1 май 1993 г. е организирана пробна прожекция, която показва първата версия на филма, продължила приблизително два часа и половина. Отговорът е толкова отрицателен, че повече планирани тестове са отменени. През останалата част от месеца преди премиерата филмът е презаснет и премонтиран. Цялата работа е завършена седмица преди премиерата.
- Тъй като Арнолд Шварценегер е продуцент на филма, той контролира всички аспекти на продукцията, от одобрението на сценария до рекламната кампания. Той също така настоява възрастовото ограничение на филма да бъде PG-13.
- Оригиналният сценарий е написан от Зак Пен и Адам Леф, но когато „Columbia Pictures“ го придобива, той е пренаписан толкова драстично, че и двамата са признати като автори на историята, а не като сценаристи.
- За ролята си във филма Шварценегер получава хонорар от 15 милиона долара.
- Името на италианския бодибилдър Франко Колумбу, един от най-близките приятели на Шварценегер, се появява в началните титри като режисьор на „Джак Слейтър IV“.
- Някои сцени са заснети в купола в непосредствена близост до RMS Queen Mary в Лонг Бийч, Калифорния. Екстериорът на театър „Пандора“ от филма е театър „Empire“ на 42-ра улица в Ню Йорк. Интериорните кадри са заснети в театър „Орфей“ в Лос Анджелис.
- Ролята на Франк Слейтър е последна за актьора Арт Карни.
- Моделът и актриса Енджи Евърхарт се появява като служител на видеомагазин. Нищо чудно, че Дани забелязва, че е твърде красива, за да работи във видеомагазин.
- Последната отчетена финансова загуба на филма е 26 милиона долара.
- Този филм е първият път в историята на киното, в който е използвана новата звукова система Sony Dynamic Digital Sound, но само няколко кина са настроени за новия формат. Много кина се сблъскват с технически проблеми, а публиката масово се оплаква, че нищо не се чува по време на кинопрожекциите.
- Тина Търнър се появява в кулминационния епизод на „Джак Слейтър 3“ като кмет на Лос Анджелис; тя се опитва да убеди Слейтър да не се замесва в ситуацията със заложници.
- Когато Дани и Слейтър пристигат в полицейското управление, те са посрещнати на вратата от Шарън Стоун, облечена като нейния герой във филма „Първичен инстинкт“, Катрин Трамел, която пали цигара. И тогава Робърт Патрик минава като Т-1000 от „Терминатор 2: Денят на страшния съд“.
- По пътя към киното, търсейки истинския Арнолд, певецът MC Hammer пита Джак за саундтрака на „Джак Слейтър 5“.
- Иън Маккелън се появява във филма като Смърт, въпреки че в оригинала Смъртта в „Седмият печат“ на Ингмар Бергман е изигран от Бенгт Екерот.
- Веднага след взрива на къщата на Франк, чернокож полицай казва преди да умре: „Два дни до пенсиониране“. Това е пародия на реплика от героя на Дани Глоувър в „Смъртоносно оръжие“. Освен това в този момент звучи откъс от саундтрака към филма „Смъртоносно оръжие“.
- След като Чарлз Данс разбира, че е избран за ролята на Бенедикт само защото Алън Рикман е поискал твърде голям хонорар, няколко дни на снимачната площадка носи тениска с надпис: „Аз съм по-евтин от Алън Рикман!“
- Песента на AC/DC „Big Gun“ е написана специално за този филм по лично желание на Арнолд Шварценегер.
- Филмовият мърчандайзинг включва седем видеоигри, промоция на Burger King за 20 милиона долара, пътуване до тематичен парк за 36 милиона долара, първата платена реклама на NASA в космоса и четириетажна надуваема фигура на Слейтър в Кан. По време на рекламната кампания Шварценегер дава 40 телевизионни и 54 печатни интервюта за филма.
- Филмът е предложен за режисура на Стивън Спилбърг, но той отказва предложението и предпочита да създаде „Списъкът на Шиндлер“.
- Когато Джак и Дани са във видеомагазина, в кадър са кутии от „Умирай трудно“, „На лов за Червения октомври“ и „Вещерът“. Така режисьорът Джон Мактиърнан „рекламира“ собствените си филми.
- Джак Слейтър, докато се опитва да олицетворява Арнолд Шварценегер в реалния свят, неправилно се отнася към себе си като „Арнолд Брауншвайгер“. В немския глас зад кадър Слейтър нарича себе си „Арнолд Бекенбауер“ (алюзия за фамилното име на един от най-известните германски футболисти – Франц Бекенбауер).
- „Полицейското управление“ във филма е фоайето на административната сграда на „Sony Pictures“.
- Когато на учениците в класа на Дани се показва откъс от „Хамлет“ на Лорънс Оливие, учителката се играе от актрисата Джоан Плаурайт, третата съпруга и вдовица на Оливие.
- Пистолетът на Бенедикт е револвер Dan Wesson .357 Magnum. Оръжието на Слейтър е 50-и калибър Desert Eagle.
- Номерът на апартамента на Дани в Ню Йорк – 3D. Това е намек, че момчето живее в реалния свят, а не в двуизмерния свят на филма.
- Това е първият филм, използващ логото на „Columbia Pictures“ от 1993 г.

## Саундтрак
1. Big Gun – (AC/DC) – 4:24
2. What the Hell Have I – (Alice in Chains) – 3:58
3. Angry Again – (Megadeth) – 3:47
4. Real World – (Майкъл Кеймън и Queensrÿche) – 4:21
5. Two Steps Behind – (Def Leppard) – 4:19
6. Poison My Eyes – (Anthrax) – 7:04
7. Dream On – (Aerosmith) – 5:42
8. A Little Bitter – (Alice in Chains) – 3:53
9. Cock the Hammer – (Cypress Hill) – 4:11
10. Swim – (Fishbone) – 4:13
11. Last Action Hero – (Tesla) – 5:44
12. Jack and the Ripper – (Майкъл Кеймън и Buckethead) – 3:43